# Phil Margera
Phillip J. Margera Jr. (Concordville, Pennsylvania, 13 juli 1957) is een Amerikaans mediapersoonlijkheid. Hij staat vooral bekend om zijn gastrollen in de MTV-series Viva La Bam en Bam's Unholy Union. In het verleden was hij actief bij de programma's CKY en Jackass. Hij is de vader van Bam en Jess Margera. Hij is getrouwd met April. Vincent is de broer van Phil. 
Phil Margera is van Italiaanse afkomst en was vroeger bakker. Op dit moment werkt hij als zijn zoon Bam's accountant. In het begin van zijn carrière woog hij 160 kilo. Hij besloot af te vallen omdat hij meer tijd met zijn kleinkinderen wilde doorbrengen. Daardoor besloot hij zich op te geven voor Celebrity Fit Club.
- Bibliothèque nationale de France: cb15017920v (data)
- International Standard Name Identifier: 0000 0000 0225 6991
- Virtual International Authority File: 56889977